# Wolvenbos
Wolvenbos is een privédomein in België. Het is gelegen in de gemeente Kapellen, provincie Antwerpen.
Op het 42 hectare grote domein staan vijf gebouwen en er zijn verschillende goed bewaard gebleven loopgraven te vinden uit de Eerste Wereldoorlog. Ze waren onderdeel van de Antwerpen-Turnhoutstellung en verbinden een aantal bunkers met elkaar.
Centraal in het bos bevindt zich het door architect P. Smekens in 1919 ontworpen neoclassicitische kasteel. Het werd opgetrokken in opdracht van het echtpaar Robert en Alicia Julia Fester-Good. In 1952 werd het domein gekocht door een neef van Fester, baron Paul Kronacker (1897-1994), industrieel, beheerder van vennootschappen, liberaal politicus en minister van Staat.
In het bos groeit een kampioenboom: een Perzische eik die op de erfgoedlijst staat. Sinds 2017 worden het kasteel en de Engelse tuin op het domein gebruikt als evenementenlocatie.